# Décomposition de Schur

En algèbre linéaire, une décomposition de Schur (nommée après le mathématicien Issai Schur) d'une matrice carrée complexe M est une décomposition de la forme
où U est une matrice unitaire (U*U = I) et A une matrice triangulaire supérieure.

## Démonstration
On peut écrire la décomposition de Schur en termes d'applications linéaires :

Soient {\displaystyle E} un {\displaystyle \mathbb {C} }-espace vectoriel de dimension {\displaystyle n} muni d'un produit scalaire et {\displaystyle v} un endomorphisme sur {\displaystyle E}, alors {\displaystyle \exists (f_{1},...,f_{n})} une base orthonormée de {\displaystyle E} et une famille {\displaystyle (\varphi _{ik})_{1\leq i,k\leq n}\in \mathbb {C} } telle que {\displaystyle \forall i,\;v(f_{i})=\sum _{k=i}^{n}\varphi _{ik}f_{k}}.

Dans le cas où {\displaystyle v} est l'application nulle, l'énoncé est directement vérifié, on peut donc se contenter de traiter le cas où {\displaystyle v} est différente de l'application nulle.
On démontre par récurrence forte sur la dimension {\displaystyle n\geq 1} de {\displaystyle E} le résultat énoncé. L'initialisation est triviale, pour l'hérédité on considère deux cas différents :
Si la matrice {\displaystyle M_{v}} associée à {\displaystyle v} dans une base quelconque est diagonalisable, alors on peut choisir {\displaystyle f_{n+1}} un vecteur propre normé de {\displaystyle M_{v}}. On pose {\displaystyle F={\text{Vect}}(f_{n+1})^{\perp }} et on considère l'application linéaire {\displaystyle {\tilde {v}}=\pi _{F}\circ v|_{F}} où {\displaystyle \pi _{F}} est le projecteur orthogonal sur {\displaystyle F} et {\displaystyle v|_{F}} la restriction de {\displaystyle v} à {\displaystyle F}. Comme {\displaystyle {\tilde {v}}} est un endomorphisme de l'espace vectoriel {\displaystyle F} qui est de dimension {\displaystyle n}, l'hypothèse de récurrence assure l'existence d'une base orthonormée {\displaystyle (f_{1},...,f_{n})} de {\displaystyle F} dans laquelle la matrice {\displaystyle M_{\tilde {v}}} associée à {\displaystyle {\tilde {v}}} est triangulaire supérieure. Il est alors clair que {\displaystyle (f_{1},...,f_{n},f_{n+1})} forme une base orthonormée dans laquelle la matrice {\displaystyle M_{v}} associée à {\displaystyle v} est triangulaire supérieure.
Si la matrice {\displaystyle M_{v}} associée à {\displaystyle v} dans une base quelconque n'est pas diagonalisable on a l'inégalité {\displaystyle 0<{\text{rang}}(v)<n+1}. On pose alors {\displaystyle F={\text{ker}}(v)^{C}} et on considère l'application linéaire {\displaystyle {\tilde {v}}=\pi _{F}\circ v|_{F}} où {\displaystyle \pi _{F}} est le projecteur orthogonal sur {\displaystyle F} et {\displaystyle v|_{F}} la restriction de {\displaystyle v} à {\displaystyle F}. Comme {\displaystyle 1\leq {\text{dim}}(F)={\text{rang}}(v)<n+1} on peut utiliser l'hypothèse de récurrence qui assure l'existence d'une base orthonormée {\displaystyle (f_{1},...,f_{{\text{dim}}(F)})} de {\displaystyle F} dans laquelle la matrice {\displaystyle M_{\tilde {v}}} associée à {\displaystyle {\tilde {v}}} est triangulaire supérieure. On complète cette base en une base orthonormée {\displaystyle (f_{1},...,f_{{\text{dim}}(F)},f_{{\text{dim}}(F)+1},...,f_{n+1})} de {\displaystyle E}. Comme {\displaystyle {\text{Vect}}(f_{{\text{dim}}(F)+1},...,f_{n+1})={\text{ker}}(v)}, 
il est clair que la matrice {\displaystyle M_{v}} associée à {\displaystyle v} est triangulaire supérieure dans cette même base. Cela termine la récurrence.

## Propriétés
Il existe une telle décomposition (non unique en général) pour toute matrice carrée complexe M,.
A étant semblable à M, elle a les mêmes valeurs propres. Et A étant triangulaire, les valeurs propres se trouvent sur sa diagonale.
Puisque A = U*MU, si M est normale (M*M = MM*) alors A aussi donc (comme elle est de plus triangulaire) elle est diagonale. En particulier, si M est hermitienne (M* = M) alors A est diagonale réelle.

## Cas réel
Si une matrice réelle M est trigonalisable, elle possède une décomposition de la même forme avec de plus U et A réelles, autrement dit
avec P orthogonale et A réelle et triangulaire supérieure.
Si M n'est pas trigonalisable, elle a « presque » une décomposition de cette forme (avec P orthogonale et A réelle) mais où A est seulement triangulaire par blocs, avec des blocs diagonaux de polynôme caractéristique irréductible, donc d’ordre 1 ou 2.